# دانمارک (کارولینای جنوبی)
دانمارک(به انگلیسی: Denmark) شهری در ایالت کارولینای جنوبی کشور ایالات متحده آمریکا است که جمعیت آن در سرشماری سال ۲۰۱۰ میلادی، ۳٬۵۳۸ نفر بوده‌است.